# Suguru Hashimoto
Suguru Hashimoto (橋本 卓 Hashimoto Suguru?, nacido el 16 de junio de 1982 en Hyogo) es un exfutbolista japonés. Jugaba de centrocampista y su último club fue el Azul Claro Numazu de Japón.

## Trayectoria

### Clubes
| Club                     | País      | Año         |
| ------------------------ | --------- | ----------- |
| Albirex Niigata Singapur | Singapur  | 2005 - 2006 |
| Vejle                    | Dinamarca | 2007 - 2008 |
| FC Gifu                  | Japón     | 2009 - 2012 |
| Osotsapa                 | Tailandia | 2013        |
| Bangkok FC               | Tailandia | 2014 - 2016 |
| Azul Claro Numazu        | Japón     | 2016        |

## Estadística de carrera

### J. League
| Club    | Año   | J. League | J. League | Copa J. League | Copa J. League | Total | Total |
| Club    | Año   | Part.     | Goles     | Part.          | Goles          | Part. | Goles |
| ------- | ----- | --------- | --------- | -------------- | -------------- | ----- | ----- |
| FC Gifu | 2009  | 37        | 1         | -              | -              | 37    | 1     |
| FC Gifu | 2010  | 17        | 0         | -              | -              | 17    | 0     |
| FC Gifu | 2011  | 31        | 0         | -              | -              | 31    | 0     |
| FC Gifu | 2012  | 20        | 0         | -              | -              | 20    | 0     |
| Total   | Total | 105       | 1         | 0              | 0              | 105   | 1     |